# La hermandad de la daga negra
La Hermandad de la Daga Negra (The Black Dagger Brotherhood) es una saga literaria de fantasía y erotismo, compuesta por 18 libros escritos 2 de ellos son un intermedio dentro de la serie escrito por J.R. Ward, seudónimo de la autora Jessica Bird.
La serie se desarrolla en Caldwell, Nueva York, durante la actualidad y cuenta la lucha que enfrenta a vampiros y restrictores (Lessers), que son humanos sin alma. Una hermandad secreta de seis vampiros guerreros, conocida como La Hermandad de la Daga Negra, se encarga de proteger a su raza de la Sociedad Restrictora (Lessening Society), comandada por El Omega, un ente místico y malévolo que carece de poder para crear vida y que odia a los vampiros porque son creación de La Virgen Escriba, diosa que sí posee ese poder. Sin embargo, El Omega compensa la falta de esta habilidad engañando y convirtiendo a humanos que se someten a su voluntad y que luchan contra los vampiros. Cada libro se centra en la historia de un personaje diferente.

## Personajes

### Protagonistas masculinos
- Wrath: es el Rey de los Vampiros y un gran guerrero. Se le conoce como "el rey ciego" ya que nació con una capacidad de visión muy limitada. Sin embargo, gracias al uso de sus sentidos restantes, su habilidad en combate es sobresaliente. Su historia se cuenta en Amante Oscuro.

- Rhage: también conocido como Hollywood, es el más apuesto y fuerte de todos los Hermanos. Posee un lado oscuro debido al castigo que le impuso la Virgen Escriba, así que debe controlar constantemente su temperamento ya que, si se enfurece, se convierte en una monstruosa bestia parecida a un dragón. Su historia se cuenta en Amante Eterno.

- Zsadist: lo secuestraron cuando era pequeño y lo convirtieron en esclavo de sangre. Tiene un hermano gemelo llamado Phury, que fue quien lo rescató. Su historia se cuenta en Amante Despierto.

- Butch/Dhestroyer: exdetective de Homicidios, enamorado de Marissa, una vampiro. Su relación con Beth lo lleva a involucrarse con la Hermandad, con quienes se le permite vivir a pesar de ser un humano, debido a que se gana la amistad de Vishous. Su historia se cuenta en Amante Confeso.

- Vishous: es el más inteligente de los hermanos y domina más de una docena de idiomas. Vishous es experto en tecnología y sistemas de seguridad. Se ve obligado a usar un guante en su mano derecha debido al poder que tiene y que le da la capacidad de destruir todo lo que toca. Varios tatuajes con advertencias en la Antigua Lengua recorren su mano, su sien y sus partes, hechos por órdenes de su propio padre. Su ojo derecho posee la habilidad de ver el futuro. Sabe cómo morirán todos sus hermanos, pero no cuándo pasará. Su historia se cuenta en Amante Liberado.

- Phury: es el hermano gemelo de Zsadist. Es el hermano más bondadoso, pero es adicto a una droga. Su historia se cuenta en Amante Consagrado

- Rehvenge: o Rehv, no es un Hermano, pero está fuertemente ligado a ellos, debido a que su hermana Bella es la compañera de Zsadist. Los humanos lo conocen con el nombre de "El Reverendo". Es medio symphath, una variante de la raza vampírica que es repudiada por ésta, y se inyecta Dopamina para controlar ese lado symphath. Su historia se cuenta en Amante Vengado

- John Matthew/Tehrror: Es mudo, y la reencarnación del guerrero Darius, pero no recuerda su vida anterior ni tiene el mismo aspecto, condiciones que le puso La Virgen Escriba para devolverle la vida. Todos creen que Darius es su padre. Su historia se cuenta en Amante Mío.

- Manuel Manello: conocido como Manny, es un humano, excompañero de la doctora Jane en el Hospital Saint Francis, que se introduce en el mundo de la Hermandad cuando acude a salvar a Payne, hermana de Vishous. Manny y Butch están emparentados. Su historia se cuenta en Amante Desencadenada.

- Tohrment:En su juventud, su padre lo desheredó y él fue llevado por Darius en el antiguo continente. Él y Darius salvaron la vida de Rosalhynda, quien terminó siendo la madre de Xhex. Su historia se cuenta en Amante Renacido.

- Qhuinn: es un vampiro, hijo de Lohstrong, que recibe entrenamiento por parte de los Hermanos para convertirse en un buen guerrero. Pertenece a la aristocracia pero no es aceptado por ella por tener un ojo azul y otro verde, lo que es considerado un defecto físico. Se convierte en ahstrux nohtrum de John. Siente algo por Blay, pero no se cree suficientemente bueno para él. Finalmente es iniciado en la hermandad por sus muestras de valor entre esas salvar la vida de Z, quien es el que propone su iniciación. Siendo así el miembro más reciente y joven de la hermandad. Su historia se cuenta en Amante al Fin

- Blaylock: o Blay, es un vampiro, hijo de Rocke, también recibe entrenamiento por parte de los Hermanos. Es pelirrojo y está perdidamente enamorado de su mejor amigo, Qhuinn. Sufre por lo que siente por él y porque cree que Qhuinn no lo quiere. Pierde la virginidad con Saxton, primo de Qhuinn.

- Trez: sombra que trabaja para Rehv. A él y a Iam se les conoce como las sombras. Su historia se narra en The Shadows.

### Protagonistas femeninas
- Elizabeth "Beth" Randall: es una mestiza hija del vampiro Darius y una humana desconocida. Antes de pasar por la transición, trabajaba como periodista en un periódico. Darius, poco antes de morir, le pide a Wrath que cuide de ella. Acaba convirtiéndose en la shellan de Wrath y, por ende, Reina de la Raza.

- Mary Madonna Luce: es una humana enferma de cáncer que trabajó en una línea telefónica de ayuda para suicidas. Vive en una granja, y es vecina de la vampiro Bella. John contacta en primer lugar con Mary, pero Bella pronto descubre que el joven es un vampiro y llama de inmediato a la Hermandad. Como John es mudo, Bella se lleva a Mary, que sabe lengua de signos, para que ayude a John a comunicarse. Una vez en la mansión de la Hermandad, Mary conoce a Rhage y termina por convertirse en su shellan. Es la única capaz de controlar y enfrentar a la bestia de Rhage.

- Bella: es una vampiro aristócrata, antigua vecina de Mary, y hermana de Rehvenge. Cuando acompaña a Mary a la mansión, Bella conoce a Zsadist y siente una fuerte atracción hacia él. Su historia comienza cuando es secuestrada por un restrictor. Después de rescatarla, Zsadist lucha contra lo que siente por ella porque no se cree suficientemente bueno. Finalmente Bella se convierte en la shellan de Zsadist y ambos tienen una hija llamada Nalla. Dentro de La guía secreta de la Hermandad de la Daga Negra hay un relato corto titulado Padre mío que tiene a Zsadist, Bella y Nalla como protagonistas.

- Marissa: al igual que Bella, es una vampiro aristócrata perteneciente a la Glymera, posee una baja autoestima y es la antigua shellan de Wrath. Su hermano de sangre es el doctor Havers. Se convierte en la Directora del Lugar Seguro, un centro de acogida para hembras de la raza. Es la shellan de Butch.

- Jane Whitcomb: es una cirujana humana que trabaja en el Hospital Saint Francis en Cadwell y que se introduce en el mundo de la Hermandad cuando atiende a Vishous por un disparo en el pecho. Es una mujer fuerte, decidida e independiente, reacia en un principio a dar crédito a lo que le sucede. Es la shellan de Vishous.

- Wellesandra: Wellsie. Es la primera shellan de Thor. Estando embarazada es asesinada por restrictores.

- Cormia: es una Elegida que se empareja con Phury cuando este se convierte en Primale. Al principio, esta unión les es impuesta pero luego acaban enamorándose. Es la shellan de Phury. Más adelante tienen un hijo al que llaman Aghony (Aggy) en honor al padre de Phury.

- Ehlena: es una enfermera vampiro que trabaja en la Clínica de Havers. Conoce a Rehvenge cuando este acude a la clínica por su dosis de Dopamina. Termina por convertirse en su shellan.

- Xhex: es una asesina symphath. Trabaja para Rehv como jefa de seguridad en su club. Conoce a John Matthew en el ZeroSum. A lo largo de los libros, se desarrolla una fuerte atracción entre ellos. Xhex es secuestrada por Lash y, después de sufrir un horrible martirio, escapa por sí misma. Es la shellan de John.

- Payne: es una vampiro, hermana gemela de Vishous e hija de la Virgen Escriba y El Sanguinario. Ha estado en un letargo durante siglos porque la Virgen la veía demasiado parecida a El Sanguinario y la consideraba un peligro. En Amante Consagrado, la Virgen la despierta. Payne no perdona a su madre por mantenerla en ese estado tantos siglos y no siente más que resentimiento. Es una gran luchadora, por lo que cuando el rey queda ciego, acude al santuario a luchar con ella y así ir recuperando sus habilidades sin la vista. En una de muchas peleas, cae al suelo y se rompe la espalda. Es llevada a la mansión y allí es tratada por el doctor Manello. Es la "shellan" de Manny Manello.

- Autumn: Es una desamparada quien se nombró a sí misma No'One cuando ella servía a sus hermanas en el Otro lado, en el santuario de la Virgen Escriba. Ella es amiga de Payne y la Elegida Layla, y en Amante Mio se revela que ella es la madre de Xhex llamada Rosalhynda. Ella se suicidó después de que Xhex naciera, pero se le dio nueva vida para que pudiera servir a las Elegidas. Después de los eventos de Amante Mio, ella es elegida asistente personal de Payne en el mundo humano. Ella es nombrada Autumn por Tohrment en Amante Renacido. Es la segundashellan de Tohr.

### Otros Personajes
- Darius: el padre de Beth, muere en un atentado perpetrado por los restrictores en el primer libro, Amante Oscuro. Se reencarna en John Mathhew.

- La Virgen Escriba: Fuerza mística, consejera del Rey, guardiana de los archivos vampíricos y dispensadora de privilegios. Existe en un reino atemporal y tiene enormes poderes. Se le concedió el don de un único acto de creación que fue el que utilizó para dar vida a los vampiros.

- Saxton: o Sax, es un vampiro, primo de Qhuinn. Es abogado y muy elegante. Cuida de Blay.

- Havers: es hermano de Marissa y médico de la raza. Tiene una clínica a la que acuden los vampiros.

- El Sanguinario (Bloodletter): era un vampiro despiadado. Él y la Virgen Escriba son los padres de Payne y Vishous. Murió a manos de su hija Payne.

- Layla: es una Elegida que se encarga de alimentar a varios Hermanos, entre ellos a Vishous y Rhage. También alimenta a Qhuinn y a Blay. Cree estar enamorada de Qhuinn.

- Amalya: es una Elegida que se convierte en la nueva Directrix.

- Catronia: era la dueña de Zsadist cuando este era esclavo de sangre. Zsadist escapó con la ayuda de su hermano gemelo, pero volvió años después y dio muerte a su dueña. Conserva su cráneo.

- Wellasandra: o Wellsie, era la compañera de Tohrment. Estaba embarazada. Murió cuando fue atacada por los restrictores.

- Fritz: grandísimo mayordomo que sirve a los Hermanos y a sus shellans.

- Lassiter: ángel que rescata a Tohr y que lo trae de vuelta con sus Hermanos. Se lleva muy mal con Vishous.

- iAm: sombra que trabaja para Rehv. A él y a Trez se les conoce como los Moros.

- José de la Cruz: es un detective humano del Departamento de Policía de Caldwell, División de Homicidios, antiguo compañero de Butch.

- El Omega: Ente místico y malévolo que quiere exterminar a la raza vampírica por el resentimiento que tiene hacia la Virgen Escriba. Existe en un reino atemporal y posee enormes poderes, aunque no el de la creación.

- Señor X: jefe de los restrictores.

- Señor O: Se convierte en jefe de los restrictores después de traicionar al Señor X. Se enamora de Bella pensando que era parecida a su antigua novia Jennifer, y la mantiene encerrada bajo tierra en el centro de persuasión que tienen los restrictores en Caldwell. Zsadist la rescata y es Bella quien acaba con el Señor O.

- Lash: se creía que era un vampiro, hijo de Ibex, y primo de Qhuinn, pero en realidad es el hijo del Omega. Secuestra a Xhex al final de Amante Vengado y muere en Amante Mío.

## Vocabulario
Vampiro: Para sobrevivir deben beber de la sangre de un vampiro del sexo opuesto. La sangre humana también puede mantenerlos con vida, aunque la fuerza que les otorga no dura mucho tiempo. Una vez que superan la transición, son incapaces de exponerse a la luz del sol y deben alimentarse obteniendo la sangre directamente de la vena. Los vampiros no pueden transformar a los humanos con un mordisco o a través de una transfusión, aunque en muy raras ocasiones pueden reproducirse con miembros de otras especies. Pueden desmaterializarse a voluntad, pero para ello deben estar calmados, concentrados y no llevar nada pesado encima. Son capaces de borrar los recuerdos de los humanos, siempre que dichos recuerdos no sean lejanos. Algunos vampiros pueden leer la mente. La esperanza de vida es mayor a los mil años, y en algunos casos incluso más larga.
Ahstrux nohtrum: Guardia privado con licencia para matar que es nombrado para ese puesto por el Rey. Puede ser hombre o mujer.
Ahvenge: Acto de mortal retribución típicamente llevado a cabo por el ser querido de un macho.
Attendhente: Elegida que sirve a la Virgen Escriba de una manera particularmente cercana.
La Hermandad de la Daga Negra: Guerreros vampiros altamente entrenados que protegen a los de su especie contra la Sociedad Restrictora. Como consecuencia de la selección genética de su raza, los Hermanos poseen una inmensa fuerza física y mental, así como una extraordinaria capacidad regenerativa –pudiendo recuperarse de sus heridas de una manera asombrosamente rápida. Normalmente no están unidos por vínculos de parentesco, y son introducidos en la Hermandad mediante la propuesta de otros Hermanos. Agresivos, autosuficientes y reservados por naturaleza, viven separados del resto de los civiles, manteniendo apenas contacto con los miembros de otras clases, excepto cuando necesitan alimentarse. Son tema de leyenda y objeto de reverencia dentro del mundo de los vampiros. Solo pueden ser muertos por heridas muy serias, por ejemplo, un disparo o puñalada en el corazón, etc.
Esclavo de sangre: Hombre o mujer vampiro que ha sido subyugado para cubrir las necesidades alimenticias de otro vampiro. La costumbre de poseer esclavos de sangre fue suspendida hace mucho tiempo, y prohibida en el presente.
Chrih: Símbolo de muerte honorable, en la Antigua Lengua.
Elegida: Mujer vampiro que ha sido criada para servir a la Virgen Escriba. Se las considera miembros de la aristocracia, aunque se enfoquen más en asuntos espirituales que en temporales. Su interacción con los hombres es prácticamente inexistente, pero pueden emparejarse con Hermanos por orden de la Virgen Escriba para propagar su especie. Algunas poseen el don de la videncia. En el pasado, eran usadas para cubrir las necesidades de sangre de los miembros no emparejados de la Hermandad, y esa práctica ha sido reinstaurada por los Hermanos.
Cohntehst: Conflicto entre dos machos compitiendo por el derecho de ser el compañero de una hembra.
Dhunhd: Infierno.
Doggen: Constituyen la servidumbre del mundo vampírico. Tienen antiguas tradiciones conservadoras sobre cómo servir a sus superiores y obedecen un solemne código de comportamiento y vestimenta. Pueden caminar bajo la luz del sol pero envejecen relativamente rápido. Su media de vida es de aproximadamente unos quinientos años.
Ehros: Una Elegida entrenada en materia de artes sexuales.
Exhile dhoble: El gemelo malvado o maldito, es el que nace en segundo lugar.
El Fade: Reino atemporal donde los muertos se reúnen con sus seres queridos para pasar juntos el resto de la eternidad.
Familia Principal: Compuesta por el Rey y la Reina de los vampiros, y su descendencia.
Ghardian: Custodio de un individuo. Hay varios grados de ghardians, siendo el más poderoso el de una hembra sehcluded, también llamado whard.
Glymera: El núcleo social de la aristocracia, aproximadamente equivalente al ton del período de la regencia en Inglaterra.
Granhmen: Abuela.
Hellren: Vampiro macho que se ha emparejado con una hembra. Los machos pueden tomar a más de una hembra como compañera.
Leahdyre: Una persona de poder e influencia.
Leelan: Adjetivo cariñoso que se traduce como "el/la más querido/a".
Lessening Society: Organización de asesinos reunida por el Omega con el propósito de erradicar la especie vampírica.
Lewlhen: Regalo.
Lheage: Un término respetuoso que usan los que son sometidos sexualmente refiriéndose al que los domina.
Lys: Herramienta de tortura usada para extirpar los ojos.
Mahmen: Madre. Usado para identificarlas y cariñosamente.
Mhis: El enmascaramiento de un ambiente físico dado; la creación de un campo de ilusión.
Nalla (hembra)/Nallum (macho): Amada/o
Período de necesidad: Período de fertilidad de las mujeres vampiro. Suele durar dos días y va acompañado de un fuerte deseo sexual. Se produce, aproximadamente, cinco años después de la transición femenina y, posteriormente, una vez cada diez años. Durante el período de celo, todos los machos que estén cerca de la hembra responden, en mayor o menor medida, a la llamada de la hembra. Puede ser un momento peligroso ya que puede provocar conflictos y reyertas entre machos que compitan, especialmente cuando la hembra no está emparejada.
Newling: Una virgen.
Pheursom o Pherarsom: Término que se refiere a la potencia de los órganos sexuales del macho. La traducción literal sería algo como «digno de penetrar a una mujer».
Princeps: El rango más alto de la aristocracia vampírica, solo superado por los miembros de la Familia Principal o por las Elegidas de la Virgen Escriba. Es un rango que se tiene por nacimiento, sin que pueda ser concedido con posterioridad.
Pyrocant: Término referido a la debilidad crítica que puede sufrir cualquier individuo. Esta debilidad puede ser interna, como por ejemplo una adicción, o externa, como un amante.
Rahlman: Salvador.
Restrictores: Humanos sin alma, miembros de la Lessening Society, que se dedican a exterminar a los vampiros. Permanecen eternamente jóvenes y solo se les puede matar clavándoles un puñal en el pecho. No comen ni beben y son impotentes. A medida que transcurre el tiempo, su piel, pelo y ojos, pierden pigmentación hasta que se vuelven completamente albinos y pálidos. Cuando ingresan en la Sociedad se les extrae el corazón y se conserva en un tarro de cerámica.
Rythe: Rito por el que se intenta apaciguar a aquel cuyo honor ha sido ofendido. Si el rythe es aceptado, el ofendido escoge arma y golpeará con ella al ofensor, que acudirá desarmado.
Sehclusion: A petición de la familia de una hembra, el Rey puede conferirle este estado legal. Coloca a la hembra bajo la autoridad exclusiva de su whard, que generalmente es el macho mayor de la familia. Su whard tiene el derecho de determinar su forma de vida, restringiendo a voluntad toda interacción que ella tenga con el resto del mundo.
Shellan: Vampiro hembra que se ha emparejado con un macho. Las mujeres vampiros no suelen emparejarse con más de un compañero debido a la naturaleza dominante y territorial de estos.
Symphath: Subespecie del mundo vampírico caracterizada, entre otras peculiaridades, por su habilidad y deseo de manipular las emociones de los demás (con el propósito de un intercambio de energía). Históricamente, han sido discriminados y durante ciertas épocas, cazados por los vampiros. Están cercanos a la extinción.
Tahlly: Un término cariñoso, flexiblemente traducido como «querida».
La Tumba: Cripta sagrada de la Hermandad de la Daga Negra. Utilizada como emplazamiento ceremonial así como almacén para los tarros de los restrictores. Las ceremonias allí realizadas incluyen iniciaciones, funerales y acciones disciplinarias contra los Hermanos. Nadie puede entrar, excepto los miembros de la Hermandad, la Virgen Escriba, o los candidatos a la iniciación.
Trahyner: Palabra usada entre machos que denota mutuo respeto y afecto. Traducida libremente como «querido amigo».
Transición: Momento crítico en la vida de un vampiro en el que se transforma en adulto. Después de la transición, el nuevo vampiro debe beber sangre del sexo opuesto para sobrevivir y, a partir de ese momento, no pueden soportar la luz del sol. Suele producirse a la edad de veinticinco años. Algunos vampiros no sobreviven a este momento, especialmente los machos. Previamente a la transición, los vampiros son débiles físicamente, sexualmente ignorantes e incapaces de desmaterializarse.
Wahlker: Un individuo que ha muerto y vuelto a la vida desde el Fade. Se les otorga un gran respeto y son reverenciados por sus tribulaciones.
Whard: Equivalente al padrino o a la madrina de un individuo.

## Libros

### Amante oscuro[1]
Dark Lover fue el primer libro de la serie y fue publicado en España en abril de 2007.
En Caldwell, Nueva York, se desarrolla una guerra entre los vampiros, protegidos por la Hermandad de la Daga Negra, y la Sociedad Restrictora. Wrath, el vampiro de raza más pura de los que aún pueblan la tierra, tiene una deuda pendiente con los que, hace siglos, mataron a sus padres. Cuando cae muerto uno de sus más fieles guerreros, dejando huérfana a Beth, una muchacha mestiza, ignorante de su herencia y su destino, no le queda más remedio que arrastrar a la joven al mundo de los no-muertos.

### Amante eterno[2]
Lover Eternal es el segundo libro de la serie, y se publicó en España en septiembre de 2007.
Dentro de la hermandad, Rhage es el mejor luchador, el más rápido, el más impulsivo y el mejor amante, pero carga sobre él una maldición impuesta por la Virgen Escriba: cuando pierde el control, se convierte en una bestia parecida a un dragón. Rhage conoce a Mary Luce, una humana con una enfermedad terminal, que está cerrada a cualquier relación porque sabe que va a morir. Rhage, por su parte, no se permite acercarse demasiado a nadie porque teme causar algún daño por su maldición.

### Amante despierto[3]
Lover Awakened fue publicado en España en febrero de 2008.
Bella ha sido secuestrada por los restrictores y este hecho afecta sobremanera a Zsadist, el Hermano más oscuro y peligroso. Los humanos, los vampiros y los restrictores le temen. Todos sus Hermanos ya han perdido la esperanza de hallar a Bella viva, menos él, que se obsesiona con buscarla.
Cuando al fin es rescatada (después de seis semanas), Bella intenta acercarse a Zsadist, pero este la rechaza debido a que no se siente "digno"... a pesar de que la desea como nunca antes había deseado nada. Phury, el hermano gemelo de Zsadist, también siente una atracción hacia Bella y hace su mayor esfuerzo por no quitarle a Zsadist lo único que ha deseado en su vida. Poco a poco, Bella y Zsadist superan las heridas, tanto físicas como psíquicas, que ambos tienen. Mientras tanto, Phury se va hundiendo cada vez más en un profundo pozo.

### Amante confeso[4]
Lover Revealed, el cuarto libro de la serie, se publicó en España en octubre de 2008.
Cuenta la historia de Butch O'Neal, un policía de homicidios con un triste pasado que pesa sobre sus hombros. Entrar en el mundo de la Hermandad lo salva de la decadente vida que estaba empezando a llevar. Tiene la sensación de que al fin ha encontrado algo parecido a un hogar, pero no termina de encajar en ese mundo porque no es un vampiro, y al mismo tiempo no puede regresar al mundo humano. Un suceso horrible lo hace encajar finalmente: después de ser torturado por los restrictores y manipulado por El Omega, se convierte en un arma fundamental para la lucha de la Hermandad contra la Sociedad Restrictora. Desde el primer momento que la vio, Butch se ha sentido atraído por Marissa, una vampiro perteneciente a la glymera que se siente "defectuosa" porque fue rechazada por Wrath.

### Amante Desatado[5]
Lover Unbound es el quinto libro de la serie y se publicó en España en mayo de 2009.
Vishous, hijo del Sanguinario, creció en el campo de batalla de su padre en el que sufrió abusos y estuvo constantemente atormentado. Como miembro de la Hermandad, no tiene ningún interés en el amor o en los sentimientos, solo piensa en la lucha contra la Sociedad Restrictora.
Vishous es herido por una bala en el pecho mientras lucha contra los restrictores, y queda inconsciente. Lo trasladan a un hospital humano y allí es atendido por la doctora humana Jane Whitcomb, que lo salva de morir. Cuando los Hermanos aparecen en el hospital para sacarlo de allí, Vishous exige que la doctora Whitcomb vaya con ellos a la mansión y que se ocupe de él hasta que se recupere completemente. Este libro trata el tema del BDSM.

### Amante consagrado[6]
Lover Enshrined, publicado en España en enero de 2010.
En Amante desatado, Phury toma el lugar de Vishous como nuevo Primale y la Elegida Cormia es su Primera Compañera. A pesar de la obvia atracción que sienten el uno por el otro, han pasado los meses y aún no han consumado. Phury no se acerca a ella porque cree que no es lo que ella desea, mientras que Cormia piensa que Phury ama a Bella, la shellan de su hermano Zsadist. En este momento, Bella está embarazada y el embarazo se complica, preocupando tanto a Zsadist como a Phury, que todavía tiene sentimientos hacia ella. Esto hace que la Elegida Cormia sienta celos.
Un cúmulo de dificultades lleva a que Phury se vuelva cada vez más adicto a las drogas y eso le trae conflictos con la Hermandad y el Rey. En este libro se presencia la superación de su adicción.

### Amante vengado[7]
Lover Avenged se publicó en España en enero de 2011.
Rehvenge se ha establecido como dueño y señor de la droga en el reconocido club nocturno ZeroSum. Rehv siempre ha intentado mantenerse al margen de los Hermanos, a pesar de que su hermana Bella está emparejada con uno de ellos. Pero una serie de malentendidos con los sympaths, de los que él forma parte, harán que se refugie Ehlena, una enfermera en la Clínica de Havers. Formaba parte de la glymera pero, desde que su padre enfermó, se encuentra en una situación socioeconómica complicada. Rehv visita la Clínica regularmente para adquirir su dosis de Dopamina y siempre espera que sea Ehlena quien lo atienda.
Paralelamente, se introduce la historia de Xhex y de John Matthew.

### Amante mío[8]
Lover Mine es el octavo libro de la serie y se publicó en mayo de 2011 en España.
En el libro anterior, Xhex es secuestrada por Lash y hecha cautiva. Amante mío comienza cuatro semanas después de esto y narra cómo es la vida de Xhex cautiva y la desesperación de John por encontrarla. Una vez libre, Xhex y John se unirán para derrotar a Lash. Les resulta imposible contenerse, teniendo en cuenta la atracción que sienten hacia el otro.
Al mismo tiempo, se tratan las historias de otros personajes, como Payne, Muhrder, y la relación entre Qhuinn y Blay.

### Amante liberada[9]
Es el noveno libro de la serie y se acaba de publicar en España.
Payne, hermana gemela de Vishous, encarcelada durante eones por su madre, la Virgen Escriba, por fin se ha liberado. El Doctor Manuel Manello es forzado por la Hermandad para salvarla ya que solo él puede hacerlo, pero el cirujano humano y la guerrera vampiro acaban sintiéndose atraídos el uno por el otro.

### Amante renacido[10]
Es el décimo libro de la serie, protagonizado por el Hermano Tohr. Fue publicado en marzo de 2012.
De vuelta en la Hermandad e irreconocible como el líder de los vampiros que una vez fue, Tohrment está físicamente consumido y destrozado. Cuando empieza a ver a su amada en sueños, atrapada en un frío y aislado mundo de tinieblas, Tohr se convierte en alguien interesado en salvar lo que ha perdido.
Cuando le dicen que debe aprender a amar a otra para liberar a su excompañera, Tohr piensa que todos ellos están condenados, hasta que una mujer con una historia de sombras comienza a hacerlo entender.
Con la guerra contra los restrictores de fondo y el nuevo clan de vampiros que compite por el trono del Rey Ciego, Tohr lucha entre el pasado enterrado y un futuro que podría salvarlos.

### Amante Al Fin[11]
Lover at Last será el volumen número once de esta serie, y los protagonistas serán Qhuinn y Blay. Su publicación está prevista para el 26 de marzo de 2013. 
Qhuinn, desheredado de sulínea de sangre y rechazado por la aristocracia, por fin ha encontrado una identidad como uno de los luchadores más brutales en la guerra contra la Sociedad Restrictora. Pero su vida no está completa.
Blay, después de años de amor no correspondido, ha pasado de sus sentimientos por Qhuinn, y encuentra su pareja perfecta en una Elegida, con quien tendrá una pequeña, como Qhuinn siempre ha querido.
A medida que la batalla por el trono de la raza se intensifica, y con nuevos personajes en la escena de Caldwell creando un peligro mortal para la Hermandad, Qhuinn finalmente conocerá la verdadera definición de valor.

### El Rey[12]
Después de darle la espalda al trono por siglos, Wrath, hijo de Wrath, finalmente asume el legado de su padre con la ayuda de su amada compañera. Pero la corona se siente pesada en su cabeza. Mientras la guerra contra la Sociedad Restrictora se recrudece, y la amenaza por parte de la Banda de Bastardos realmente golpea casa, es forzado a tomar decisiones que ponen todo y a todos en riesgo.
Beth Randall pensaba que sabía todo en lo que se estaba metiendo cuando decidió emparejarse con el último vampiro de sangre pura del planeta, pero cuando decide que quiere un niño, ella no está preparada para la respuesta de Wrath o para la distancia que se crea entre ellos.

### 13. The Shadows
Trez "Latimer" en realidad no existe. Y no solo porque la identidad se creó para que una Sombra pudiera existir en la parte más vulnerable del mundo humano. Vendido por sus padres a la Reina de la S'Hsibe cuando era un niño, Trez escapó del Territorio y ha sido un proxeneta y un matón en Caldwell durante años, todo el tiempo escapando de un destino de servidumbre sexual. Nunca tuvo a nadie en el que él pudiera confiar totalmente, a excepción de su hermano iAm. El único objetivo de iAm siempre fue mantener a su hermano lejos de la autodestrucción y sabe que no lo conseguirá. No hasta que la Elegida Selena entra en la vida de Trez y comienza a cambiar las cosas, pero para entonces ya es demasiado tarde. La promesa de aparearse con la hija de la reina se vence y no hay donde correr, no hay donde esconderse y no hay negociación. Trez debe decidir si ponerse en peligro a sí mismo y a los demás o dejar para siempre a la hembra de la que está enamorado.

### 14. The Beast
Rhage y Mary regresan en una nueva novela de la Hermandad de la Daga Negra,nada es lo que solía ser para la Hermandad de la Daga. Después de evitar la guerra con las sombras, las alianzas han cambiado y las líneas se han dibujado. Los asesinos de la Sociedad Lessening son más fuertes que nunca, se aprovechan de la debilidad humana para adquirir más dinero, más armas, más potencia. Pero a medida que la Hermandad se prepara para un ataque total contra ellos, una de sus propias luchas una batalla dentro de sí mismo ...
Para Rhage, el hermano con los mayores apetitos, sino también el corazón más grande, la vida tenía que ser perfecta, o al menos, perfectamente agradable. Mary, su amada shellan, está a su lado y su rey y sus hermanos están prosperando. Pero Rhage no puede entender, el pánico y la inseguridad que le acoge ...
Y eso le aterra, así como distancias de su compañera. Después de sufrir lesiones mortales en la batalla, Rhage debe revaluar sus prioridades y la respuesta, cuando se trata de él su mundo ... y de Mary. Pero Mary está en un propio viaje, algo que los acercara o causara una ruptura de la que no se recuperará.

### 15. The Chosen
La Hermandad de la Daga Negra ha ganado una gran victoria sobre la Sociedad Lesser, pero la amenaza a su forma de vida está siempre presente y la vida de la hermandad es tan caótica como siempre. Xcor, un alma torturada y miembro del grupo rival de la hermandad, se encuentra custodiado a la espera de ser golpeado e interrogado. Ellos creen que él es la mayor amenaza, pero Layla sabe la verdad.
A pesar de que acaba de dar a luz a dos bebés, pensamientos sobre Xcor la consumen. Él se ha enamorado de Layla, pero ambos saben que es imposible estar juntos a menos que la hermandad le de una oportunidad a Xcor para probarse a sí mismo. Su conexión podría terminar con la vida de agonizante soledad de Xcor o destrozar todo lo que Layla valora profundamente.

### 16. The Thief
Sola Morte, antigua ladrona, ha abandonado su antigua vida en el lado equivocado de la ley. Huyendo de la familia de un narcotraficante, se encuentra muy lejos de Caldwell, manteniendo su nariz limpia y su amada abuela a salvo. Su corazón, sin embargo, vuelve al norte, con el único hombre que ha superado sus defensas: Assail, hijo de Assail, que nunca quiso enamorarse, y desde luego no de una mujer. Pero no tienen futuro, y no solo porque ella no sabe que él es un vampiro, sino porque no va a dejar de repartir armas a la Hermandad de la Daga Negra. El destino, sin embargo, tiene otros planes para ellos. Cuando Assail cae en coma y permanece al borde de la muerte, sus primos buscan a Sola y le ruegan que le dé una razón para vivir. Lo último que quiere es volver a su pasado, pero ¿cómo puede dejarlo morir?
Como un nuevo enemigo letal de los vampiros muestra su rostro, y la Hermandad necesita que Assail vuelva a sus pies, Sola se encuentra a sí misma no solo como un objetivo, sino como una fuerza de misión crítica en una guerra que no comprende. Y cuando salga la verdad de Assail, huirá del horror. . . o seguir su corazón en los brazos del hombre que la ama más que la vida misma?

### 17. The Saviour
El destino de un vampiro y el de una científica están apasionadamente entrelazados en una carrera contra el tiempo en este emocionante romance de la serie #1 mejor vendida del New York Times, "La hermandad de la daga negra". 
En la venerable historia de la Hermandad de la Daga Negra, solo un macho ha sido expulsado. La locura de Murhder no les dejó más opción a los Hermanos. Aunque sigue atormentado por las visiones de una mujer a la que no pudo salvar, vuelve a Caldwell con la misión de corregir el mal que lo arruinó. Sin embargo, no está preparado para lo que debe enfrentar en su búsqueda de la redención.
La doctora Sarah Watkins, investigadora de una firma biomédica, está luchando con la pérdida de quien fuera su compañero científico y prometido. Cuando el FBI empieza a hacer preguntas sobre su muerte, ella se pregunta que es lo que ha pasado en realidad, y pronto descubre la terrible verdad: su firma está llevando a cabo despiadados experimentos en secreto y el hombre al que ella creía conocer y querer estaba involucrado en las torturas.
A medida que los destinos de Murhder y Sarah se entrelazan irrevocablemente, el deseo se enciende entre ellos. Pero, ¿podrán forjar un futuro a pesar de las circunstancias que separan a las dos especies? Y cuando surja un nuevo enemigo en la guerra contra los vampiros, ¿volverá Murhder a sus Hermanos... o reanudará su solitaria existencia para siempre?

### 18. The Sinner
Syn ha mantenido en secreto su lado como mercenario 
a la Hermandad de la Daga Negra. Cuando toma otro trabajo 
exitoso, no solo se cruza en el camino del nuevo enemigo de la 
raza vampiro, sino también el de una mestiza en peligro de 
morir durante su transición. Jo Early no tiene idea de cuál es 
su verdadera naturaleza, y cuando un hombre misterioso 
aparece en la oscuridad, se debate entre su conexión erótica y 
la sensación de que algo está muy mal. 
El destino ungió a Butch O’Neal como el Dhestroyer, el 
cumplidor de la profecía que prevé el final del Omega. A medida 
que la guerra con la Sociedad Lessening llega a un punto 
crítico, Butch obtiene un aliado inesperado en Syn. ¿Pero 
puede confiar en el hombre, o es el guerrero con el pasado malo 
una complicación mortal? 
Cuando se acaba el tiempo, Jo se ve envuelta en la lucha 
y debe unirse con Syn y la Hermandad contra el verdadero mal. 
Al final, ¿prevalecerá el amor verdadero ... o la profecía estuvo 
equivocada todo el tiempo?

### 19. Lover Unveiled
Conoce a Sahvage: un poderoso luchador de MMA con un secreto 
enterrado que podría cambiar el mundo de Caldwell para siempre.
Sahvage ha estado viviendo bajo el radar durante siglos, y tiene toda 
la intención de permanecer 'muerto y enterrado'. Pero cuando una 
hembra civil lo arrastra a su peligrosa batalla con un mal tan antiguo 
como el tiempo, su lado protector anula su sentido común.
Mae lo ha perdido todo y la desesperación la pone en curso de 
colisión con el destino. Decidida a revertir una tragedia, va donde los 
mortales deberían temer pisar y se encuentra cara a cara con el nuevo 
enemigo de la Hermandad. También descubre un amor que nunca esperó 
encontrar con Sahvage, pero no puede haber futuro para ellos.
Sabiendo que se separarán, los dos se unen para luchar contra lo 
que Mae sin saberlo desató, mientras la Hermandad se acerca para 
reclamar a uno de sus condenados, y el mal jura destruirlos a todos

### 20. Lover Arisen
Poseído por el demonio Devina, Balthazar está una vez 
más a la caza del Libro de los hechizos y luchando contra una 
innegable atracción por una mujer. Como ladrón, ha robado 
muchas cosas... pero nunca pensó que su corazón sería 
tomado por otro. Especialmente no un ser humano.
Como detective de homicidios, Erika Saunders sabe que 
algo sobrenatural está sucediendo en Caldwell, Nueva York. 
Los cuerpos mutilados que no se pueden explicar están en toda 
su lista de casos, y luego están sus pesadillas en las que es 
perseguida por las sombras y cautivada por un hombre 
misterioso que es a la vez sospechoso y salvador.
Cuando finalmente se concede el deseo de amor verdadero 
de Devina, Balthazar y Erika, sin saberlo, se convierten en la 
puerta de entrada para el renacimiento de un viejo enemigo de 
los Hermanos. ¿Lo mismo que los une conducirá a la 
destrucción final de la Hermandad? ¿O tendrán que perderlo 
todo para salvar a los defensores más sagrados de la raza?

### 21. Lassiter
Poseído por el demonio Devina, Balthazar está una vez 
más a la caza del Libro de los hechizos y luchando contra una 
innegable atracción por una mujer. Como ladrón, ha robado 
muchas cosas... pero nunca pensó que su corazón sería 
tomado por otro. Especialmente no un ser humano.
Como detective de homicidios, Erika Saunders sabe que 
algo sobrenatural está sucediendo en Caldwell, Nueva York. 
Los cuerpos mutilados que no se pueden explicar están en toda 
su lista de casos, y luego están sus pesadillas en las que es 
perseguida por las sombras y cautivada por un hombre 
misterioso que es a la vez sospechoso y salvador.
Cuando finalmente se concede el deseo de amor verdadero 
de Devina, Balthazar y Erika, sin saberlo, se convierten en la 
puerta de entrada para el renacimiento de un viejo enemigo de 
los Hermanos. ¿Lo mismo que los une conducirá a la 
destrucción final de la Hermandad? ¿O tendrán que perderlo 
todo para salvar a los defensores más sagrados de la raza?

## Black Dagger Legacy

### Blood Kiss
Es el primer libro de la serie Black Dagger Legacy, que se desarrolla en el universo de la Hermandad, paralelo a las tramas de la misma.
Paradise, hija del Primer Consejero del Rey, está lista para liberarse de la restrictiva vida de una mujer aristocrática. ¿Su estrategia? Unirse al programa de entrenamiento de La Hermandad de la Daga Negra y aprender a luchar por sí misma, a pensar por sí misma... A ser ella misma. Es un buen plan hasta que todo empieza a ir mal. La instrucción es extremadamente difícil, los otros estudiantes parecen más enemigos que aliados y está muy claro que el Hermano que está a cargo, Butch O'Neal (Dhestroyer) tiene serios problemas en su vida personal.Y todo esto antes de que se enamore de un compañero de clase. Craeg, un vampiro normal, no es nada de lo que su padre quiere para ella pero todo lo que ella pide en un hombre. Cuando un acto violento amenaza con destruir todo el programa y la tensión erótica entre ellos se hace irresistible, Paradise es puesta a prueba de modos que nunca hubiera sospechado y que le hacen plantearse si es lo suficientemente fuerte como para reclamar su poder, dentro del campo de batalla y fuera de él.

### Blood Vow
Segundo libro de la serie Black Dagger Legacy.
Los aprendices del centro de entrenamiento de La Hermandad de la Daga Negra continúan preparándose para la guerra contra la Sociedad Lesser, pero la lucha es la última cosa en la mente de Axe. Aún con el sentimiento de culpa por la muerte de su padre, el solitario melancólico se encuentra luchando contra la atracción hacia la tentadora y aristocrática prima de Peyton, Elise. Elise también lo siente... sobre todo cuando los dos se lanzan juntos a inusuales circunstancias, y ella debe decidir si puede confiar en Axe mientras descubre el misterio que rodea la muerte de su hermana.
Mientras tanto, Mary y Rhage están acogiendo a Bitty, una joven huérfana pretans, y esperan adoptarla... hasta que aparece un joven macho que dice ser tío de sangre y amenaza con destruir la nueva familia.

### Blood Fury
Como aristócrata vampiro, Peyton es muy consciente de su deber hacia su línea de sangre: aparearse con una mujer apropiada de su clase y continuar con las tradiciones de su familia. Y pensó que había encontrado su pareja perfecta, hasta que ella se enamoró de otra persona. Sin embargo, cuando su decisión en una fracción de segundo durante una batalla con el enemigo pone en peligro la vida de otro aprendiz, Peyton tiene que enfrentar la idea de que su futuro, y su corazón, realmente se encuentran con otra persona.
Novo, como mujer en el programa de entrenamiento de la Hermandad de la Daga Negra, siente que tiene que demostrar su valía ante todo el mundo, y no le interesa distraerse enamorándose. Pero cuando Peyton demuestra ser mucho más que un playboy rico, se ve obligada a enfrentar la tragedia que le ha roto el alma y la ha privado del amor.
Mientras los dos lidian con el pasado de Novo y el presente de Peyton, otra pareja debe lidiar con una conexión incomparable y potencialmente escandalosa. Saxton, a quien se le rompió el corazón, descubre en sí mismo una atracción profunda por Ruhn, un nuevo miembro de la familia. ¿Pero el otro macho explorará la conexión? ¿O cerrará su mente y su corazón a lo que podría ser el amor verdadero... y le costará todo a Saxton?

## Otras publicaciones

### La guía secreta de la Hermandad de la Daga Negra[13]
The Black Dagger Brotherhood: An Insider's Guide es una guía de la serie que explica detalles de los seis primeros libros, analiza los personajes, además de contener el relato corto Padre mío (protagonizado por Zsadist, Bella y Nalla), entrevistas, fichas, escenas censuradas, curiosidades, entre otras cosas. La autora de la saga ha comentado la posibilidad de sacar una segunda guía.

### 15.5. Dearest Ivie
Es una novela exclusiva en libro electrónico ambientada en el mundo de la Hermandad de la Daga Negra.
El último lugar en el que Ivie espera que un hombre devastadoramente atractivo se acerque a ella es en un bar lleno de humo de tabaco que los vampiros rara vez frecuentan, pero aquí está él. Silas es coqueto, valiente y, sobre todo, misterioso. Ivie es todo lo contrario. Una enfermera en la clínica del sanador y la hija de un motociclista, Ivie está acostumbrada a decir lo que piensa, así que eso hace. Como los aristócratas raramente eligen a las mujeres de su clase, Ivie le pregunta a Silas qué tipo de juego cree que está jugando.
A pesar de su exterior reservado, Ivie se rinde al feroz deseo que siente por Silas. Y, sin embargo, justo cuando su noviazgo se está calentando, él revela que no puede durar, porque está obligado a regresar al Viejo País. Su vínculo solo se profundiza a medida que aprovechan al máximo su valioso tiempo juntos. Pero cuando aprende la verdad, Ivie debe encontrar una gracia salvadora, antes de que todo se pierda...

### 16.5. Prisionero de la Noche
Cuando el hermano de Ahmare es secuestrado, no hay nada que ella no haga 
para recuperarlo de manera segura. Sin embargo, ella no está preparada para los 
esfuerzos que tendrá que hacer para salvar su vida. Pareada con una prisionera 
peligrosa pero atractiva, se embarca en una odisea en otro mundo.
Duran, traicionado por su padre, encarcelado en un calabozo durante 
décadas, ha sobrevivido solo debido a su sed de venganza. Él ha estado esperando su 
tiempo para escapar y se sorprende al encontrar una libertad improbable y temporal 
en la forma de una joven mujer determinada.
Luchando contra fuerzas mortales y enfrentando riesgos imprevistos, los 
dos están en una carrera para salvar al hermano de Ahmare. A medida que el tiempo 
se agota, y lo impensable se avecina, incluso el amor verdadero puede no ser 
suficiente para llevarlo a cabo

### 18.5. Un Corazón Cálido en Invierno
Con una de las parejas más icónicas de la Hermandad 
de la Daga Negra, Blay y Qhuinn esperan ansiosos su 
ceremonia oficial de apareamiento. Cuando la tragedia LES 
golpea justo antes del feliz evento, toda esperanza parece 
perdida, y todos en la Hermandad de la Daga Negra se unen 
en torno a ellos dos.
¿Una extraña tormenta invernal traerá lo impensable, o 
un corazón cálido en invierno asegurará que el amor verdadero 
no se pierda?

### 20.5. Darius
En esta poderosa originalmente exclusiva de audio, la autora de los más 
vendidos del New York Times J.R. Ward comparte la historia de amor 
cruzado de Darius, el favorito de los lectores y miembro original de la 
Hermandad de la Daga Negra.
Darius, hijo de Marklon, no busca el amor la noche en que el destino viene 
a reclamarlo. Tampoco está interesado en estrellar su nuevo coche. Pero 
cuando una hembra humana sale a la carretera y él debe dar un volantazo 
para evitar matarla... todo se desvía.
Desilusionado por la falta de liderazgo de su Rey y por las pérdidas en la 
guerra contra la Sociedad Lessing, Darius encuentra un propósito en la 
protección de una hembra que no puede hacer suya. 
Sin embargo, el amor encuentra el camino, hasta que la verdad de lo que
es él sale a la luz y ella lo abandona horrorizada.
Sin que ambos lo sepan, Ana está embarazada, lleva a una hembra que 
está destinada a ser reina, y tras un trágico reencuentro, él jura proteger 
a su hija. Resignado a la tristeza perpetua, está decidido a servir a la 
memoria de su amada cueste lo que cueste... a menos que, por algún 
milagro, el destino tenga a bien volver a unirlos.